# 綾部市消防本部
綾部市消防本部（あやべししょうぼうほんぶ）は、京都府綾部市の消防部局（消防本部）。管轄区域は綾部市全域。

## 概要
- 消防本部：綾部市味方町アミダジ20-2
- 管内面積：347.11km2
- 職員定数：48人
- 消防署1カ所、分遣所1カ所
- 主力機械（2006年12月31日現在）
  - 消防ポンプ自動車：3
  - 化学消防自動車：1
  - 救急自動車：3
  - 救助工作車：1
  - その他：7

## 沿革
- 1955年5月　綾部市消防本部を設置。
- 1965年4月　綾部市消防署を設置。
- 1965年9月　消防署庁舎が竣工。
- 1968年7月　救急業務を開始。
- 1980年11月　新消防庁舎が竣工。
- 1983年10月　上林分駐所（現：上林分遣所）を開設。

## 組織
- 本部 - 管理課、予防課、警防課
- 消防署

## 消防署
| 消防署       | 住所               | 分遣所                |
| ------------ | ------------------ | --------------------- |
| 綾部市消防署 | 味方町アミダジ20-2 | 上林：八津合町上荒木5 |